# Tetjana Antypenko
Tetjana Mykolaiiwna Antypenko (ukrainisch Тетяна Миколаївна Антипенко; * 24. September 1981 in Ugrojedy, Ukrainische Sozialistische Sowjetrepublik; gebürtig Tetjana Sawalij / ukrainisch Завалій) ist eine ehemalige ukrainische Skilangläuferin.

## Werdegang
Antypenko nahm von 2001 bis 2019 an Wettbewerben der Fédération Internationale de Ski teil. Ihr erstes Weltcuprennen lief sie im Februar 2004 in Oberstdorf, welches sie mit dem 48. Platz im Skiathlon beendete. Bei den nordischen Skiweltmeisterschaften 2005 in Oberstdorf war der 39. Platz im 15-km-Skiathlonrennen ihr bestes Ergebnis. Ihre besten Resultate bei den Olympischen Winterspielen 2006 in Pragelato waren der 27. Platz über 10 km klassisch und der achte Rang in der Staffel. Bei den Olympischen Winterspielen 2010 in Vancouver belegte sie den 31. Rang im 15-km-Skiathlonrennen, den 21. Platz im 30-km-Massenstartrennen und den 13. Rang in der Staffel. Im Februar 2013 holte sie in Sotschi mit dem 14. Platz im 15-km-Skiathlon ihre ersten und einzigen Weltcuppunkte. Ihre besten Platzierungen bei den nordischen Skiweltmeisterschaften 2013 im Val di Fiemme waren der 19. Platz im 30-km-Massenstartrennen und der 10. Rang in der Staffel. Bei den Olympischen Winterspielen 2014 in Sotschi erreichte sie den 52. Rang im 15-km-Skiathlon, den 30. Platz über 10 km klassisch und den 12. Platz in der Staffel. Nach Platz drei beim Slavic Cup in Štrbské Pleso über 7,5 km Freistil zu Beginn der Saison 2016/17, siegte sie in Eastern-Europe-Cup in Syanti über 5 km klassisch und im Sprint. Zudem errang sie dort den zweiten Platz über 10 km Freistil. Ihre besten Platzierungen bei den nordischen Skiweltmeisterschaften 2017 in Lahti waren der 36. Platz im Skiathlon und der 15. Rang zusammen mit Julija Krol im Teamsprint. Die Saison beendete sie auf dem achten Platz in der Gesamtwertung des Eastern-Europe-Cups. Ihre besten Ergebnisse bei den Olympischen Winterspielen 2018 in Pyeongchang waren der 38. Platz im 30-km-Massenstartrennen und der 19. Rang zusammen mit Maryna Anzybor im Teamsprint. In der Saison 2018/19 startete sie in Otepää letztmals im Weltcup, wobei sie den 49. Platz über 10 km klassisch errang und belegte bei den nordischen Skiweltmeisterschaften 2019 in Seefeld in Tirol den 73. Platz im Sprint, den 44. Rang über 10 km klassisch, den 42. Platz im Skiathlon und den 17. Platz mit der Staffel.

## Siege bei Continental-Cup-Rennen
| Nr. | Datum             | Ort           | Disziplin       | Serie              |
| --- | ----------------- | ------------- | --------------- | ------------------ |
| 1.  | 18. Januar 2013   | Charkiw       | 10 km klassisch | Eastern Europe Cup |
| 2.  | 20. Dezember 2016 | Syanti        | 5 km klassisch  | Eastern Europe Cup |
| 3.  | 22. Dezember 2016 | Syanti        | Sprint Freistil | Eastern Europe Cup |
| 4.  | 17. Dezember 2017 | Štrbské Pleso | 7,5 km Freistil | Slavic-Cup         |
| 5.  | 22. Dezember 2017 | Syanti        | 5 km klassisch  | Eastern Europe Cup |